# Tatiana Panova
Tatiana Yúrievna Panova (Moscú, Unión Soviética, 13 de agosto de 1976) es una tenista rusa, su mayor puesto en el ranking de la WTA fue el número 20 en septiembre de 2002.